# Parevander xanthomelas
Parevander xanthomelas är en skalbaggsart som först beskrevs av Guérin-Méneville 1844.  Parevander xanthomelas ingår i släktet Parevander och familjen långhorningar.
Artens utbredningsområde är:
- Guatemala.
- Honduras.

Inga underarter finns listade i Catalogue of Life.